# Teléfono azul (álbum)
Teléfono azul es el tercer álbum solista del cantante y compositor argentino de cuarteto Pelusa. Fue lanzado en 1985 por el sello RCA Victor en disco de vinilo y casete.

## Lista de canciones
Lado A
1. «Teléfono azul» (Miguel Antonio Calderón, Daniel Castillo) – 2:25
2. «Yo soy aquél» (Manuel Alejandro) – 4:00
3. «1985» (Paul McCartney, Linda McCartney) – 4:13
4. «Sin tí» (Peter Ham, Tom Evans) – 4:10
5. «Otro tequila» (Joan Sebastian) – 2:55

Lado B
1. «Hay un tren a las cinco» (Joan Sebastian) – 3:42
2. «Cuánto te esperé» (Daniel Castillo, Miguel Camaño) – 2:13
3. «Exacto reloj» (Marcelo Decall) – 2:18
4. «Del gemido de un gorrión» (Carlos Mellino, Esteban Mellino) – 3:37
5. «Luna llena» (Nelson Araya) / «Corazón en la calle» (Miguel Antonio Calderón, Daniel Castillo) – 6:48

## Créditos
- Producción: Luis "D'Artagnan" Sarmiento
- Dirección artística: Adolfo San Martín
- Arreglos y dirección musical: Daniel Castillo
- Foto: Rodolfo Duarte
- Arte: Bálsamo

### Reedición del 2001
Teléfono azul fue relanzado por BMG Ariola Argentina S.A. el 19 de noviembre de 2001 en versión CD y casete, junto a las 9 pistas que integran el álbum Cayó el amor de 1986, bajo el nombre de Discografía completa, volumen 2.
- Datos: Q107653240